# Saab Arena
Le Saab Arena (2004-2014: Cloetta Center) est une patinoire de hockey sur glace, située à Linköping, en Suède.
Ouverte en 2004, elle accueille depuis les matchs de l'équipe de hockey sur glace Linköpings HC, club de l'Elitserien, et des compétitions de handball. 
La patinoire porte le nom de la célèbre marque de chocolat et sucrerie suédoise Cloetta Fazer.

## Événements
- Demi-finale du Melodifestivalen, 2005, 2008 et 2011
- Championnat du monde de handball masculin 2011